# Neleu (filho de Codro)
Neleu, na mitologia grega, foi um filho de Codro, o último rei de Atenas e descendente de Neleu, rei de Pilos. Neleu disputou o reino de Atenas com seu irmão Medonte e, depois que o Oráculo de Delfos deu o reino a Medonte, emigrou para a Jônia, que foi conquistada por ele e seus irmãos.

## Família
Durante o reinado de Codro, filho de Melanto, os jônios foram expulsos da Acaia (1085 a.C.) e se refugiaram em Atenas. Codro reinou durante as invasões dóricas, e sacrificou-se para salvar Atenas: o Oráculo de Delfos havia previsto que os heráclidas conquistariam Atenas se seu rei não fosse morto, então ele se disfarçou, provocou os invasores e foi morto por eles. Atenas aboliu o título de rei e passou a ser governada por arcontes, sendo o primeiro Medonte, filho de Codro.

## Disputa de Medonte e Neleu
Os dois filhos mais velhos de Codro, Medonte e Neleu, disputaram o governo, porque Neleu se recusava a ser governado pelo irmão, que era coxo; eles levaram a disputa ao Oráculo de Delfos, que entregou Atenas a Medonte.

## Viagem até a Cária
Neleu, com os outros filhos de Codro, emigraram, com um grupo de atenienses, mas cuja maioria era de jônios, junto com alguns tebanos sob o comando de Filotas, descendente de Peneleu, e alguns mínios de Orcómeno, que eram aparentados aos filhos de Codro, alguns fócios (exceto os de Delfos) e abântidas da Eubeia. Os navios para os fócios foram fornecidos por Philogenes e Damon, atenienses e filhos de Euctemon, e líderes da expedição.
Neleu chegou primeiro a Naxos, não por planejamento, mas levado por uma tempestade, e não conseguia sair de lá por causa de ventos contrários. Sem saber o que fazer, Neleu foi avisado pelos adivinhos que sua companhia deveria expiar seus crimes, pois havia entre eles pessoas com as mãos sujas de sangue. Neleu, então, fingiu que também precisava de expiação, porque havia matado um servo seu, e induziu aqueles que também se sentiam culpados a se juntar a ele. Descobrindo quais eram os culpados, ele os deixou em Naxos, e foi embora.

## Conquista da Cária
Chegando à Ásia, eles se dividiram e atacaram várias cidades da costa, as Doze Cidades da Jônia:
- Mileto: Neleu e os jônios capturaram Mileto,[11][8] cidade que era habitada por cários e cretenses [12] (ou, segundo Eliano, por cários, mydgonians, léleges e outros bárbaros [8]) mataram todos os homens e se casaram com as mulheres.[11]
- Éfeso: Androclo, outro filho de Codro, capturou Éfeso, expulsou os léleges e lídios que ocupavam a cidade alta, mas fez a paz com os que habitavam em volta do santuário, em seguida, ele tomou Samos dos sâmios.[13]
- Mios: Mios foi conquistada dos cários por Cyaretus, filho de Codro.[14]
- Priene: Priene foi conquistada por tebanos e jônios, tendo com fundadores o tebano Filotas e Épito, filho de Neleu.[14]
- Colofonte: Colofonte foi conquistada por Damasichthon e Promethus, filhos de Codro.[15]
- Lêbedo: Lêbedo foi conquistada por Andraemon, filho de Codro.[16]
- Teos: Teos, que tinha uma colônia de mínios de Orcómeno, que vieram com Atamante, um descendente de Atamante, filho de Éolo, recebeu pacificamente os jônios liderados por Apoecus, um bisneto de Melanto, e, mais tarde, mais colonos de Atenas e da Beócia, liderados por Damasus e Naoclus, filhos de Codro, e por Geres, um beócio.[17]
- Eritras: Eritras tinha uma população mista de cretenses, lícios, cários e panfílios, e foi ocupada por Cleopas, filho de Codro.[18]
- Clazômenas.[8]
- Lesbos.[8]
- Foceia.[8]
- Samos.[8]

## Filhos
Um de seus filhos, Épito, junto do tebano Filotas, conquistou Priene; os dois são considerados os fundadores da cidade.
Outro filho, Mileto, recolonizou a cidade de Iasos, que havia sido fundada por colônios de Argos, mas havia perdido muitos habitantes na luta contra os cários.